# Sanmu
Sanmu (山武市, Sanmu-shi) est une municipalité ayant le statut de ville dans la préfecture de Chiba, au Japon.

## Géographie

### Situation
Sanmu est située dans le nord-est de la péninsule de Bōsō, face à l'océan Pacifique.

### Municipalités limitrophes
| Tomisato  | Shibayama | Yokoshibahikari |
| Yachimata | Sanmu     | Yokoshibahikari |
| Tōgane    | Kujūkuri  | océan Pacifique |

### Démographie
Au 1er septembre 2022, la population de la ville de Sanmu était de 49 288 habitants pour une superficie de 146,77 km2.

### Climat
Sanmu a un climat subtropical humide caractérisé par des étés chauds et des hivers frais avec peu ou pas de chutes de neige. La température annuelle moyenne à Sanmu est de 14,8 °C. Les précipitations annuelles moyennes sont de 1 550 mm, septembre étant le mois le plus humide.

## Histoire
La ville a reçu ce statut en 2006. Elle est issue de la fusion des anciens bourgs de Narutō (en), Matsuo (en), Sanbu (en) et du village de Hasunuma (en).
Elle fait partie des villes ravagées par le séisme de 2011 de la côte Pacifique du Tōhoku et le tsunami qui a suivi.

## Transports
La ville est desservie par les lignes Sōbu et Tōgane de la JR East. La gare de Narutō est la principale gare de la ville.

## Personnalités liées à la municipalité
- Itō Sachio (1868-1913), poète
- Kumiko Asō (née en 1978), actrice
- Aoi Yūki (née en 1992), seiyū